# Magnus Alexander Ludwig von Güldenstubbe

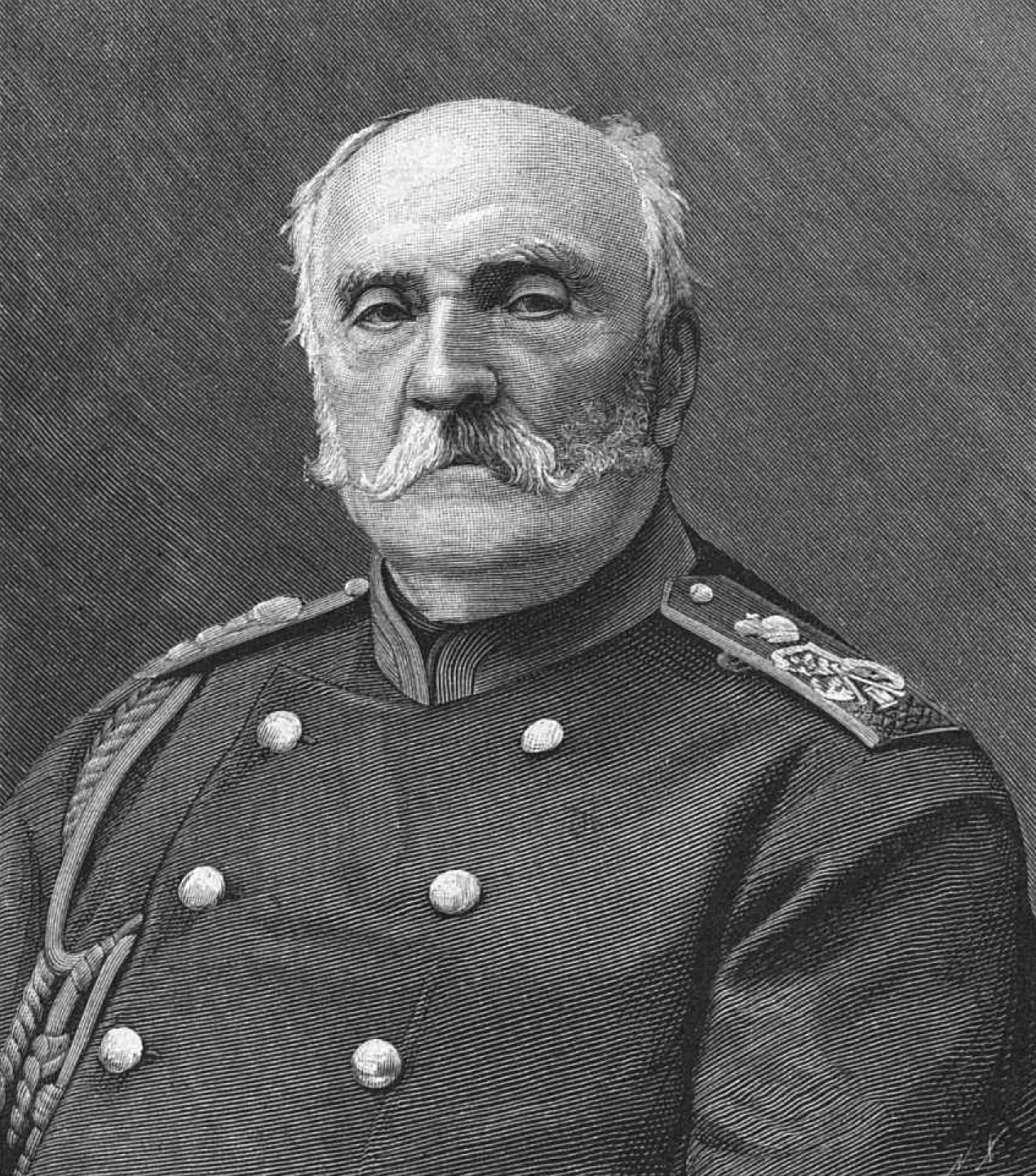
General Magnus Alexander Ludwig von Güldenstubbe

Magnus Alexander Ludwig von Güldenstubbe (russisch Александр Иванович Гильденштуббе; * 7. Januar 1801 in Kaunifer; † 23. März 1884 in Sankt Petersburg, beerdigt in Karmel) war ein russischer General, Geheimer Staatsrat und Befehlshaber des Moskauer Militärbezirkes.

## Familie

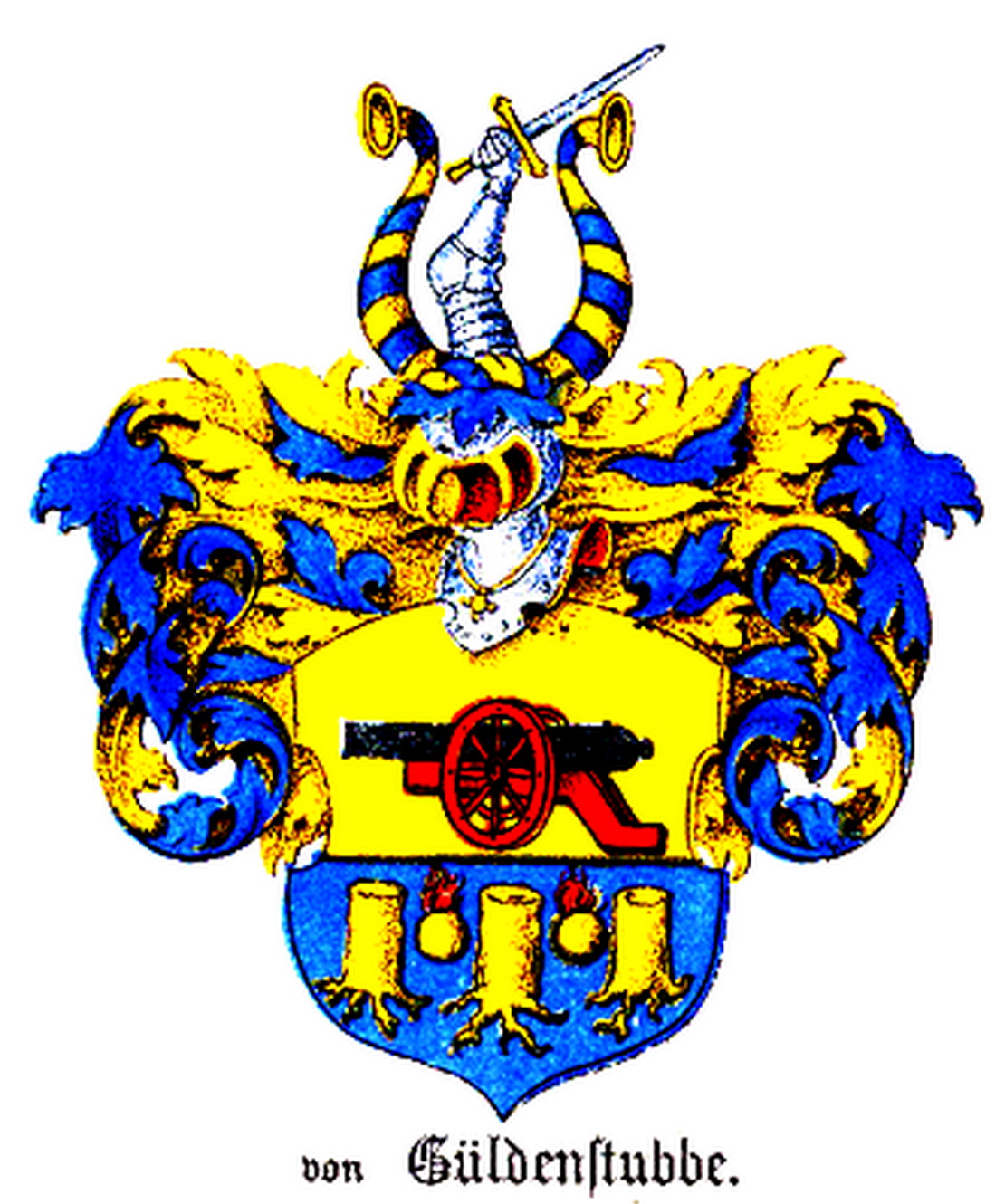
Familienwappen der von Güldenstubbe (1882)

Magnus Alexander stammte aus dem baltisch-schwedischen Adelsgeschlecht Güldenstubbe, die auf der livländischen Insel Ösel eine herausragende Stellung innehatte und großen Grundbesitz ihr Eigen nannten.
Seine Eltern waren der russische Leutnant Johann Gustav von Güldenstubbe (1765–1829) und dessen Ehefrau Johanna Luisa von Güldenstubbe (1770–1804), einer geborenen von Ekesparre, er war der vierte von fünf Söhnen und ledig. Sein Großonkel väterlicherseits war der Landmarschall Johann Gustav von Güldenstubbe (1731–1780).

## Militärische Laufbahn
Seine Schulzeit absolvierte Magnus Alexander Ludwig von Güldenstubbe in der öselschen Hauptstadt Arensburg, danach begann seine militärische Karriere. Von 1814 bis 1818 diente er im 1. Kadettenkorps in St. Petersburg und wurde zum Offizier ausgebildet. Ab 1819 war er als Leutnant Angehöriger im Wolhynische Garderegiment in Warschau. Seine erste Teilnahme an Kriegshandlungen fand 1831 im Dienstgrad eines Kapitäns gegen die aufständischen Polen statt, er nahm an der Schlacht bei Grochów teil. 1832 diente er als Oberst im Gardejäger-Regiment und 1834 wurde er Bataillonskommandeur im finnischen Garde-Regiment.
Von 1834 bis 1836 war er außer Dienst gestellt.
Im Range eines Generalmajors wurde er 1843 reaktiviert und diente beim Gardekorps. Von 1845 bis 1848 war er Kommandeur einer Grenadierbrigade und übernahm dann das Kommando des Semjonowskoje-Leibgarderegiments. Seit 1849 war er gleichzeitig Kommandeur der 1. Brigade der 1. Garde-Infanteriedivision. 1852 wurde er zum Generalleutnant befördert und wurde Kommandeur der Garde-Reservebataillone. Militärische Erfolge sammelte er 1854 als Kommandeur der 1. Grenadierdivision, die er beim Schutz von Finnland befehligte und erfolgreich die Verteidigung von Sveaborg leitete.
1855 wurde er Kommandeur der 1. Garde-Infanteriedivision, 1859 Generaladjutant und 1862 kommandierender General des Grenadierkorps in Moskau. Dann folgte 1864 die Ernennung zum General der Infanterie und Kommandeur eines zeitweilig eingesetzten III. Reservekorps. Von 1864 bis 1879 war er Befehlshaber des Moskauer Militärbezirks, danach wurde er in den russischen Staatsrat berufen.

## Orden und Ehrenzeichen
Für seine Verdienste und Einsatzbereitschaft wurde Magnus Alexander Ludwig mit den höchsten russischen Orden und Ehrenzeichen dekoriert:
- 1837 Orden des Heiligen Wladimir, 4. Klasse
- 1845 Orden des Heiligen Wladimir, 3. Klasse,
- 1847 Russischer Orden des Heiligen Georg, 4. Klasse
- 1848 Sankt-Stanislaus-Orden, 1. Grad
- 1849 Russischer Orden der Heiligen Anna, 1. Grad
- 1852 Russischer Orden der Heiligen Anna mit Kaiserkrone
- 1855 Orden des Heiligen Wladimir, 2. Klasse
- 1856 Kaiserlich-Königlicher Orden vom Weißen Adler
- 1863 Alexander-Newski-Orden
- 1872 Orden des Heiligen Wladimir, 1. Klasse,
- 1875 Ritter vom Orden des Heiligen Andreas des Erstberufenen